# Meritokrati
Meritokrati (av latinets meritus, förtjänst, och kratein, från klassisk grekiska κράτος kratos 'styrka, kraft') är en ideologi och ett samhällssystem för rangordning av individer där begåvning, utbildning och prestationer ligger till grund för fördelning av resurser och status. Ideologiskt vilar begreppet på alla människors lika värde som grund. Meritokrati är en grundläggande beståndsdel i liberalismens rättvisesyn och värdesystem och står i kontrast till socialismens rättviseideal jämlikhet.[källa behövs]
Enligt idén om meritokrati ska social status och belöningar fördelas efter förmåga och förtjänster. Anlag och begåvning, inhämtade kunskaper och ansträngningar är enligt meritokratin avgörande för en persons möjlighet till yrkesmässigt, socialt och politiskt avancemang. Socialt ursprung, samhällsklass, väntjänster eller grupptryck ska å andra sidan sakna betydelse.
Även om många omfamnar meritokratin har den också ifrågasatts.

## Akademiskt ideal
Ett av akademins allra starkaste ideal är det om meritokrati. Meritokratin ses inom akademin som ett system präglat av individualism och rättvis konkurrens utan nepotism och diskriminering. I meritokratins värdesystem finns inte plats för någon annan ojämlikhet än den mellan olika meriter.

## Ideal i demokratiska länder
I de flesta demokratier är meritokratin en allmänt hyllad princip och en grund för hur samhället ska fungera. Meritokratin anses vara rättvis och progressiv eftersom den belönar oss utifrån våra anlag, ansträngningar och prestationer istället för börd, rikedom, hudfärg eller kön.

## Historia
I samband med upplysningen och de århundraden som därpå följde, dvs 1700-talet, 1800-talet och 1900-talet, förändrades västvärldens samhällen i grunden. Även det allmänna synsättet, attityden och mentaliteten förändrades, i många fall i grunden. En del i denna förändring var att meritokratiska uppfattningar och ideal spreds, inte minst i liberala och borgerliga kretsar. Denna förändring gick även hand i hand med en allmän sekularisering och strävan efter ett samhälle som organiserades efter moderna och rationella principer.[källa behövs]

### Framväxten av ett liberalt och borgerligt ideal
I upplysningstidens och den franska revolutionens uppror mot det aristokratiska privilegiesamhället kom meritokrati att bli en del av den samhällsåskådning som borgerligheten utvecklade i. I det aristokratiska privilegiesamhället var det människors börd och status vid kungens hov som avgjorde ställning och rikedom. Den upproriska borgerligheten menade att det var ett system som främjade en överhet av oavsättliga och onyttiga parasiter. Borgerligheten menade att de strävsamma hantverkarna, de driftiga och riskvilliga fabrikörerna och köpmännen och (så småningom) de välutbildade akademikerna var istället samhällets verkliga välgörare. Det var på grundval av sådana meriter, till skillnad från ärvda privilegier eller sociala förbindelser, som människor borde värderas i samhället. I detta låg också en frihetstanke. Meritokrati kom att ses som ett rättvist verktyg för var och en att förändra sin ställning och sina villkor i samhället, en väg till social rörlighet, genom egna ansträngningar och livsval. Meritokratiska ideal blev på så sätt tidigt en grundläggande beståndsdel i liberalismens rättvisesyn och värdesystem.

### Professionernas och teknokratins signum
För det ekonomiska kapitalets män eller den kommersiella bourgeoisin, var under upplysningstiden rikedom i sig – framgång i affärer och den privata egendomens förkovran – en given merit som legitimerade deras upphöjda ställning och status. Inom främst politisk vänster anses det i praktiken fortfarande vara fallet. På 18- och 1900-talet kunde de växande skikten av professionella experter, tekniska, sociala och administrativa tjänstemän och akademiker, dock inte konkurrera med rikedom. De var hänvisade till att hitta andra meriteringsmått, som hade mer med kunskap och kompetens att göra. Ett alltmer utvecklat utbildnings- och examineringssystem blev naturliga området att söka sådana måttstockar i. Experter, tjänstemän och akademiker sammanslöt sig i yrkesspecifika organisationer och där riktlinjer skapades för hur man skulle kunna skapa nya institutioner för att värdera människorna och förklara och legitimera de skillnader som på så sätt uppstod. Det var i de grupperingarna som meritokratin utvecklades till en sammanhållen åskådning som inte bara handlade om kritik av det gamla privilegiesystemet.
Hänvisningar till meritokratiska värden blev de högutbildade yrkesgruppernas, eller professionernas, signum, i kontrast mot både lägre klassers "okultur och okunnighet" och mot det ekonomiska kapitalets makt i kraft av rikedom. På så vis blev meritokratin också det moderna expertväldets eller teknokratins signum.

### Webers byråkrati och klassbegrepp
Max Weber var filosof, historiker, ekonom, och en av de första sociologerna, influerad av arbeten av Friedrich Nietzsche, Karl Marx, Immanuel Kant med flera som studerade fenomenet. Weber intresserade sig även för meritokrati och rationalitet i det antika Kinas statsförvaltning, som i stort sett var befriat från religion (om man ser konfucianism och daoism som filosofier fokuserade på att befrämja välfungerande samhällen). Weber beskrev de många olika "idealtyper" av statsförvaltningen, politiken och ekonomin i sitt verk Economy and Society (1922). Hans kritiska studie av byråkratiseringen av samhället blev en av de mest bestående delarna av hans arbete, och han föreslog en modell för den perfekta (rättsligt-rationella) byråkratin med nio grundläggande principer med rekrytering, befordran och hierarki baserade på meriter. För Weber var detta en idealmodell, som skulle vara svår att etablera utan skönhetsfel i verkligheten.
Webers klassbegrepp kan anses ha utvecklats i polemik med Karl Marx och dennes ståndpunkter. Medan Marx ser samhällsklasserna som grundade i hur människorna är relaterade till varandra i produktionssättet, ser Weber klasser främst som ett mer direkt uttryck för vad människorna har att erbjuda den borgerliga offentligheten, det vill säga deras resurser och talanger. Weber antar, att klassituationen beror på vilken typ av varor eller egendom som medlemmarna kontrollerar, samt på vilken typ av tjänster eller prestationer de kan erbjuda. Klassituationerna blir därför mångskiftande och bildar underlag för en mångfald av klasser. Kontroll över olika slags egendom bildar underlag för olika typer av "egendomsklasser". Bland människor utan stora materiella resurser ger skillnader i intellektuell förmåga, grundade på exempelvis utbildning och yrkesskicklighet upphov till skillnader i resurser på arbetsmarknaden och bildar grundvalen för "förvärvsklasser". Webers klassbegrepp har vissa likheter med Karl Marx klassbegrepp, till exempel att egendom eller brist på egendom är grundläggande kategorier i alla klassituationer.[källa behövs]

### Etymologiskt ursprung
Termen meritokrati är en sammanslagning av latinets meritum, förtjäna, och grekiskans kratos, styre. Ordet meritokrati (engelska: meritocracy) myntades av sociologen Michael Young i dennes bok The Rise of the Meritocracy 1870–2033 från 1958. I boken används begreppet satiriskt, för att belysa riskerna med en okritisk användning av principen.

## Debatt och kritik
Förespråkare för meritokrati argumenterar att genom att lyfta upp kompetenta och begåvade personer kan samhället dra nytta av deras förmågor. Meritokrati är på så sätt bättre på att fånga upp begåvning än ett system som bygger på ärvda titlar. Om vi belönar arbete och ambition, hävdar förespråkare, så blir samhället rättvist, produktivt och effektivt. Om däremot ett samhälle endast betonar meritokrati utan att beakta allas lika möjligheter, kan det resultera i diskriminering, vilket strider mot principer om social rättvisa.
Kritiker hävdar å sin sida att meritokrati till stora delar är en illusion. De som genom arv, maktstrukturer och tur tillhör samhällets överklass kan luta sig mot idén om meritokrati och blir på så sätt immuna mot anklagelser om orättvisa. Det skapar en självbelåtenhet som inte uppstår i till exempel en aristokrati. Dessa kritiker menar att illusionen om meritokrati står därmed i vägen för en bredare diskussion om ojämlikhet, och skiftar fokus bort från solidaritet och samarbete. Vissa kritiker påstår att meritokrati bara belönar vissa meriter. Förmågor som empati, omsorg, med mera osynliggörs, vilket leder till en osund kultur av karriärism och ständig konkurrens där resurser och talang läggs på saker som har marginellt värde för samhället.
Historikern Petter Sandgren har skrivit om hur begreppet meritokrati ursprungligen var ett dystopiskt begrepp som beskrev "ett samhälle där människovärdet blir allt för intimt sammankopplat med individers prestation och förmåga". Lena Sohl, forskare i sociologi, har kallat meritokrati för "klassamhällets dimridå". Journalisten Petter Larsson skriver i boken Riggat. Hur tron på meritokrati minskar chansen till en klassresa om hur tron på att arbete och begåvning lönar sig gör att människors ilska över ojämlikhet minskar.
Michael Sandel, politisk filosof och professor vid Harvard University, har i boken The Tyranny of Merit (2020) beskrivit meritokrati som en illusion som skiftar fokus bort från det gemensamma bästa: "För ju mer vi tänker på oss själva som self-made och oberoende, desto svårare är det att lära oss tacksamhet och ödmjukhet. Och utan dessa känslor är det svårt att jobba för allas bästa."